# Arctia glaseri
Arctia glaseri är en fjärilsart som beskrevs av Hans Ferdinand Emil Julius Stichel 1908. Arctia glaseri ingår i släktet Arctia och familjen björnspinnare. Inga underarter finns listade i Catalogue of Life.